# Georg von Küchler
Georg von Küchler (30. maj 1881 – 25. maj 1968) var en tysk hærofficer og feltmarskal under 2. verdenskrig. Han var æresridder af Johanniterordenen. Efter krigen blev han idømt en langvarig fængselsstraf for krigsforbrydelser.

## Levned

### Tidlige år
Som søn af en hessisk officer indtrådte han i år 1900 i det 1. Storhertugelige-hessiske feltartilleriregiment 25. I 1901 blev han forfremmet til løjtnant og efter flere års tjeneste på den militære rideskole i Hannover blev han i 1910 forfremmet til premierløjtnant.
Efter at have gået på Krigsakademiet blev Küchler i begyndelsen af 1914 overført til generalstaben i Berlin.

### 1. verdenskrig
Under 1. verdenskrig gjorde Küchler tjeneste som batterichef og blev bl.a. hædret med jernkorset af 1. klasse og udnævnt til kaptajn. Senere blev han overført til generalstaben og indtil krigens slutning gjorde han tjeneste som første generalstabsofficer (Ia) i 206. Infanteridivision og 9. Reserve-infanteridivision.

### Mellemkrigstiden
Efter at krigen var sluttet på Vestfronten blev Küchler generalstabsofficer for brigaden "Kurland" og deltog i kampene i Baltikum.
I det nye Reichswehr blev Küchler overført til 1. Armekorps. Efter en kort periode i uddannelsesafdelingen i Krigsministeriet i 1920 deltog Küchler på forskellige poster i uddannelsen af tropperne indtil i 1930'erne. Han blev forfremmet til major (1923), oberstløjtnant (1929) og til oberst (1931).
Den 1. oktober 1932 blev Küchler udnævnt til Artillerieführer I i Østpreussen. Efter forfremmelsen til generalmajor den 1. april 1934 blev han året efter inspektør for krigsskolerne. Den 1. december 1935 blev han generalløjtnant. Indtil han den 1. april 1937 blev general af artilleriet og kommanderende general for 1. Armékorps i Østpreussen var han i et halvt år stedfortrædende præsident for rigskrigsretten.
I marts 1939 rykkede Küchlers tropper ind i Memel.

### 2. verdenskrig
Ved begyndelsen på 2. verdenskrig blev Küchler øverstbefalende for den 3. armé. Hans vellykkede ledelse af sine tropper indbragte ham Jernkorsets Ridderkors.
Küchler afholdt en mindehøjtidelighed for den tidligere øverstbefalende for hæren Werner Freiherr von Fritsch, som den 22. september var faldet ved Warszawa. Ved mindehøjtideligheden udtalt han sig kritisk om de omstændigheder, der havde ført til, at Fritsch havde mistet sin post. Küchler blev straks fjernet fra sin post. Efter indgriben fra Walther von Brauchitschs blev han dog snart efter betroet kommandoen over 18. armé.
I forbindelse med Felttoget i vest besatte Küchlers tropper Holland, og den 19. juli 1940 blev han forfremmet til Generaloberst. Küchler, som var velorienteret om de forbrydelser mod menneskeheden, som foregik under den tyske besættelse af Polen, skrev den 20. august 1940 i krigsdagsbogen:
"Jeg understreger nødvendigheden af at sørge for, at alle soldater i hæren, især officererne, afholder sig fra enhver kritik af den i generalguvernementet førte kamp mod befolkningen, fx behandlingen af de polske mindretal, jøderne og kirkelige anliggender. Den endelige løsning på denne kamp mellem folkene, som har udspillet sig ved østgrænsen i århundreder, kræver særligt strenge tiltag"
Også i krigen mod Sovjetunionen havde Küchler kommandoen over 18. arme, som var en del af Heeresgruppe Nord. Efter at Wilhelm Ritter von Leeb var trådt tilbage som øverstbefalende, fik Küchler den 17. januar 1942 kommandoen over Heeresgruppe Nord. Han havde sammen med von Leeb ansvaret for Belejringen af Leningrad.
Den 30. juni 1942 blev Küchler udnævnt til feltmarskal. Efter lidt over to år på posten som øverstbefalende for Heeresgruppe Nord blev han den 29. januar 1944 fjernet af Adolf Hitler, efter at den Røde Hær havde brudt belejringen af Leningrad. Han blev ikke tildelt nye opgaver.

### Efter krigstiden
Som anklaget i retsopgøret med OKW blev Küchler i 1949 dømt til 20 års fængsel. Efter at fængselsdommen var nedsat til 12 år, blev han i 1953 løsladt fra fængslet i Landsberg am Lech.

## Udmærkelser
- Jernkorset (1914) II og I Klasse [2]
- Ritterkreuz des Königlichen Hausordens von Hohenzollern med sværd [2]
- Ritterkreuz I Klasse des Friedrichs-Ordens med sværd [2]
- Hanseatenkreuz Hamburg [2]
- Friedrich-Kreuz [2]
- Hessische Tapferkeitsmedaille [2]
- Wehrmacht-Dienstauszeichnung IV til I Klasse
- Medaille zur Erinnerung an die Heimkehrer des Memellandes
- Spange zum Eisernen Kreuz II og I Klasse
- Jernkorsets ridderkors med egeløv[3]
  - Ridderkors 30. september 1939
  - Egeløv 21. august 1943 (273. tildeling)
- Medaille Winterschlacht im Osten 1941/42
- Omtale i Wehrmachtbericht 21. oktober 1941 og 12. august 1943

## Eksterne kilder
- Personaldaten
- http://www.dhm.de/lemo/html/biografien/KuechlerGeorg/index.html.